# Malta Today
Malta Today – gazeta anglojęzyczna ukazująca się dwa razy tygodniowo w Malcie. Pierwszy egzemplarz wydany został w 1999 roku.

## Historia
MaltaToday została wydana po raz pierwszy w piątek, 19 listopada 1999 r. przez Savioura Balzana, jako alternatywa dla innych gazet anglojęzycznych, w tym Times of Malta i The Malta Independent. Czasopismo początkowo wydawane było w piątki, od 2001 r. również w niedziele, a dodatkowe środowe wydanie ujrzało światło dzienne w 2007 r.
Styl prezentowany w gazecie jest liberalny i proeuropejski, nieuzależniony od partii politycznych.
Bliźniacze czasopismo w języku maltańskim Illum zostało wydane po raz pierwszy w roku 2006.
W 2010 r. MaltaToday uruchomił portal informacyjny, który plasuje się na drugim miejscu w kraju. 
Obecny skład MaltaToday to redaktor wykonawczy Matthew Vella i Saviour Balzan, redaktor naczelny. Redakcją internetową zajmuje się Kurt Sansone.